# Yoann Le Boulanger
Yoann Le Boulanger (Guingamp, 4 de noviembre de 1975) es un exciclista francés que fue profesional de 2000 a 2009. Al final de esa temporada anunció su retirada del ciclismo tras diez temporadas como profesional y con 34 años de edad.

## Palmarés
1999
- 1 etapa del Tour del Porvenir

2003
- 1 etapa del Gran Premio del Somme

2006
- Tour de Doubs[1]

## Resultados en Grandes Vueltas
| Carrera | Carrera         | 2000 | 2001 | 2002 | 2003 | 2004 | 2005 | 2006  | 2007 | 2008 | 2009 |
| ------- | --------------- | ---- | ---- | ---- | ---- | ---- | ---- | ----- | ---- | ---- | ---- |
|         | Giro de Italia  | ―    | ―    | ―    | ―    | ―    | ―    | 119.º | 30.º | 27.º | ―    |
|         | Tour de Francia | ―    | ―    | ―    | ―    | ―    | ―    | ―     | ―    | 72.º | ―    |
|         | Vuelta a España | ―    | ―    | ―    | ―    | ―    | ―    | ―     | ―    | ―    | ―    |

―: no participa

Ab.: abandono

## Equipos
- Cofidis (2000-2001)
- MBK Oktos (2003)
- RAGT Semences (2004-2005)
- Bouygues Telecom (2006-2007)
- La Française des jeux (2008)
- Agritubel (2009)